# Indianapolis 500 1948

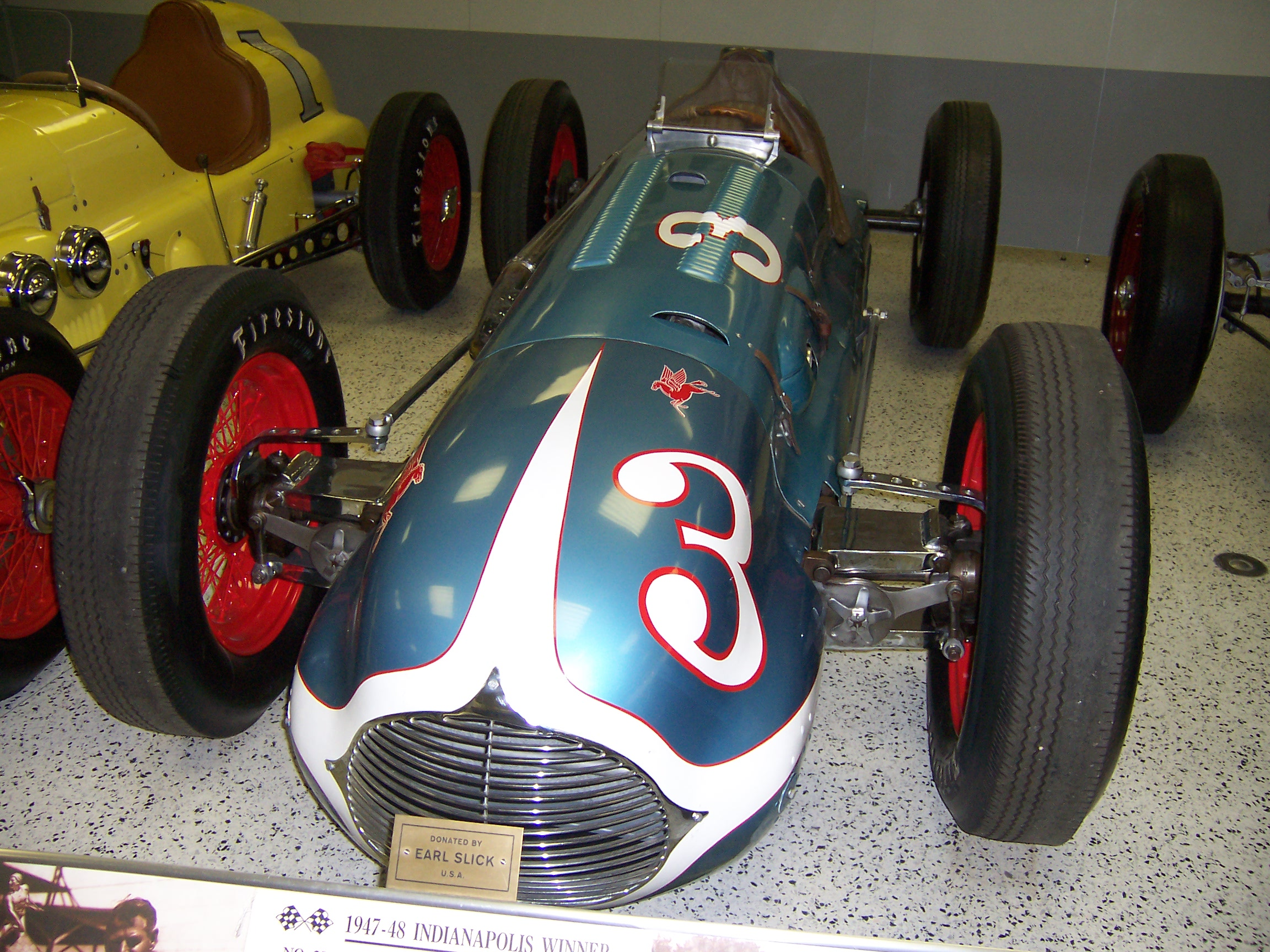
Deidt-Offerhauser; mit dem Siegerwagen des Indianapolis 500 1947 gewann Mauri Rose auch 1948

Das 32. Indianapolis 500 (offiziell 32nd 500 Mile International Sweepstakes) auf dem Indianapolis Motor Speedway fand am 31. Mai 1948 statt.

## Das Rennen
Das Rennen ging über eine Distanz von 200 Runden à 4,023 km, was einer Gesamtdistanz von 804,672 km entspricht. Aus der Pole-Position startete Rex Mays mit einer Vierrunden-Durchschnittszeit von 4:35.70 Min. oder 130,577 mph (210,143 km/h). Das Rennen war der zweite Lauf zur AAA-Saison 1948.

## Ergebnisse

### Startaufstellung
| Reihe | Innen             | Mitte             | Außen             |
| ----- | ----------------- | ----------------- | ----------------- |
| 1     | Rex Mays          | Bill Holland      | Mauri Rose        |
| 2     | Jimmy Jackson     | Ted Horn          | Doc Williams      |
| 3     | Bill Cantrell     | Johnny Mantz      | Les Anderson      |
| 4     | Joie Chitwood     | Duke Nalon        | Charles van Acker |
| 5     | Jack McGrath      | Hal Cole          | Sam Hanks         |
| 6     | Emil Andres       | George Connor     | Hal Robson        |
| 7     | Chet Miller       | Billy Devore      | Mack Hellings     |
| 8     | Tony Bettenhausen | Tommy Hinnershitz | Bill Sheffler     |
| 9     | Paul Russo        | Harry McQuinn     | Johnny Mauro      |
| 10    | Lee Wallard       | Duane Carter      | Spider Webb       |
| 11    | Mike Salay        | Fred Agabashian   | Mel Hansen        |

### Schlussklassement
Wetter: sonnig, 25°
| Pos. | Nr. | Name                                                                  | Chassis      | Motor       | Zeit/Rückstand              | Start | Qualifikation ø 4 Rd. mph |
| ---- | --- | --------------------------------------------------------------------- | ------------ | ----------- | --------------------------- | ----- | ------------------------- |
| 1    | 3   | Mauri Rose (W)                                                        | Deidt        | Offenhauser | 4:10:23.33 Std. 119,814 mph | 3     | 129,129                   |
| 2    | 2   | Bill Holland                                                          | Deidt        | Offenhauser | 200 Rd.                     | 2     | 129,515                   |
| 3    | 54  | Duke Nalon                                                            | Kurtis Kraft | Novi        | 200                         | 11    | 131,603                   |
| 4    | 1   | Ted Horn                                                              | Maserati     | Maserati    | 200                         | 5     | 126,565                   |
| 5    | 35  | Mack Hellings (R)                                                     | Kurtis Kraft | Offenhauser | 200                         | 21    | 127,968                   |
| 6    | 63  | Hal Cole                                                              | Kurtis Kraft | Offenhauser | 200                         | 14    | 124,391                   |
| 7    | 91  | Lee Wallard (R)                                                       | Meyer        | Offenhauser | 200                         | 28    | 128,420                   |
| 8    | 33  | Johnny Mauro (R) abgelöst von Louis Durant                            | Alfa Romeo   | Alfa Romeo  | 198                         | 27    | 121,790                   |
| 9    | 7   | Tommy Hinnershitz                                                     | Kurtis Kraft | Offenhauser | 198                         | 23    | 125,122                   |
| 10   | 61  | Jimmy Jackson                                                         | Deidt        | Offenhauser | 193 (Defekt)                | 4     | 127,510                   |
| 11   | 4   | Charles van Acker                                                     | Stevens      | Offenhauser | 192                         | 12    | 125,440                   |
| 12   | 19  | Billy Devore                                                          | Kurtis Kraft | Offenhauser | 190                         | 20    | 123,967                   |
| 13   | 98  | Johnny Mantz (R)                                                      | Kurtis Kraft | Offenhauser | 185                         | 8     | 122,791                   |
| 14   | 6   | Tony Bettenhausen                                                     | Stevens      | Offenhauser | 167 (Kupplung)              | 22    | 126,396                   |
| 15   | 64  | Hal Robson                                                            | Adams        | Offenhauser | 164 (Ventile)               | 18    | 122,796                   |
| 16   | 36  | Bill Cantrell (R)                                                     | Stevens      | Fageol      | 161 (Lenkung)               | 7     | 123,733                   |
| 17   | 55  | Joie Chitwood abgelöst von Paul Russo abgelöst von Johnny Shackleford | Shaw         | Offenhauser | 138 (Kraftstoffverlust)     | 10    | 124,619                   |
| 18   | 53  | Bill Sheffler                                                         | Bromme       | Offenhauser | 132 (Zündkerze)             | 24    | 124,529                   |
| 19   | 5   | Rex Mays                                                              | Kurtis Kraft | Winfield    | 129 (Kraftstoffverlust)     | 1     | 130,577                   |
| 20   | 31  | Chet Miller                                                           | Mercedes     | Mercedes    | 108 (Ölverlust)             | 19    | 127,249                   |
| 21   | 52  | Jack McGrath (R)                                                      | Bromme       | Offenhauser | 70 (Motor)                  | 13    | 124,580                   |
| 22   | 16  | Duane Carter (R)                                                      | Wetteroth    | Offenhauser | 59 (loses Rad)              | 29    | 126,015                   |
| 23   | 26  | Fred Agabashian                                                       | Kurtis Kraft | Duray       | 58 (Ölverlust)              | 32    | 122,737                   |
| 24   | 34  | Les Anderson                                                          | Kurtis Kraft | Offenhauser | 58 (Getriebe)               | 9     | 122,337                   |
| 25   | 17  | Mel Hansen                                                            | Adams        | Sparks      | 42 (Motor)                  | 33    | 122,117                   |
| 26   | 76  | Sam Hanks                                                             | Adams        | Sparks      | 34 (Kupplung)               | 15    | 124,266                   |
| 27   | 51  | Spider Webb (R)                                                       | Bromme       | Offenhauser | 27 (Ölverlust)              | 30    | 125,545                   |
| 28   | 9   | George Connor                                                         | Stevens      | Offenhauser | 24 (Antriebswelle)          | 17    | 123,018                   |
| 29   | 74  | Doc Williams                                                          | Cooper       | Offenhauser | 19 (Kupplung)               | 6     | 124,151                   |
| 30   | 86  | Mike Salay (R)                                                        | Wetteroth    | Offenhauser | 13 (Motor)                  | 31    | 123,393                   |
| 31   | 8   | Emil Andres                                                           | Kurtis Kraft | Offenhauser | 11 (Lenkung)                | 16    | 123,550                   |
| 32   | 25  | Paul Russo                                                            | Maserati     | Maserati    | 7 (Ölverlust)               | 25    | 122,595                   |
| 33   | 65  | Harry McQuinn                                                         | Maserati     | Maserati    | 1 (Defekt)                  | 26    | 122,154                   |

(W)=früherer Gewinner / (R)=Rookie / alle Starter auf Firestone-Reifen

### Führungsrunden
| Fahrer     | Anzahl |
| ---------- | ------ |
| Mauri Rose | 81     |
| Ted Horn   | 74     |
| Rex Mays   | 36     |
| Duke Nalon | 9      |